# خارماهیان معتدله
خارماهیان معتدله (نام علمی: Moronidae) نام یک تیره از راسته سوف‌ماهی‌سانان است.